# Château de Melkof
Le château de Melkof (Schloss Melkof) se trouve au bord du lac du village de Melkof appartenant à la commune d'Allemagne de Vellahn dans l'arrondissement de Ludwigslust-Parchim du Mecklembourg-Poméranie-Occidentale, dans la vallée de l'Elbe.

## Histoire

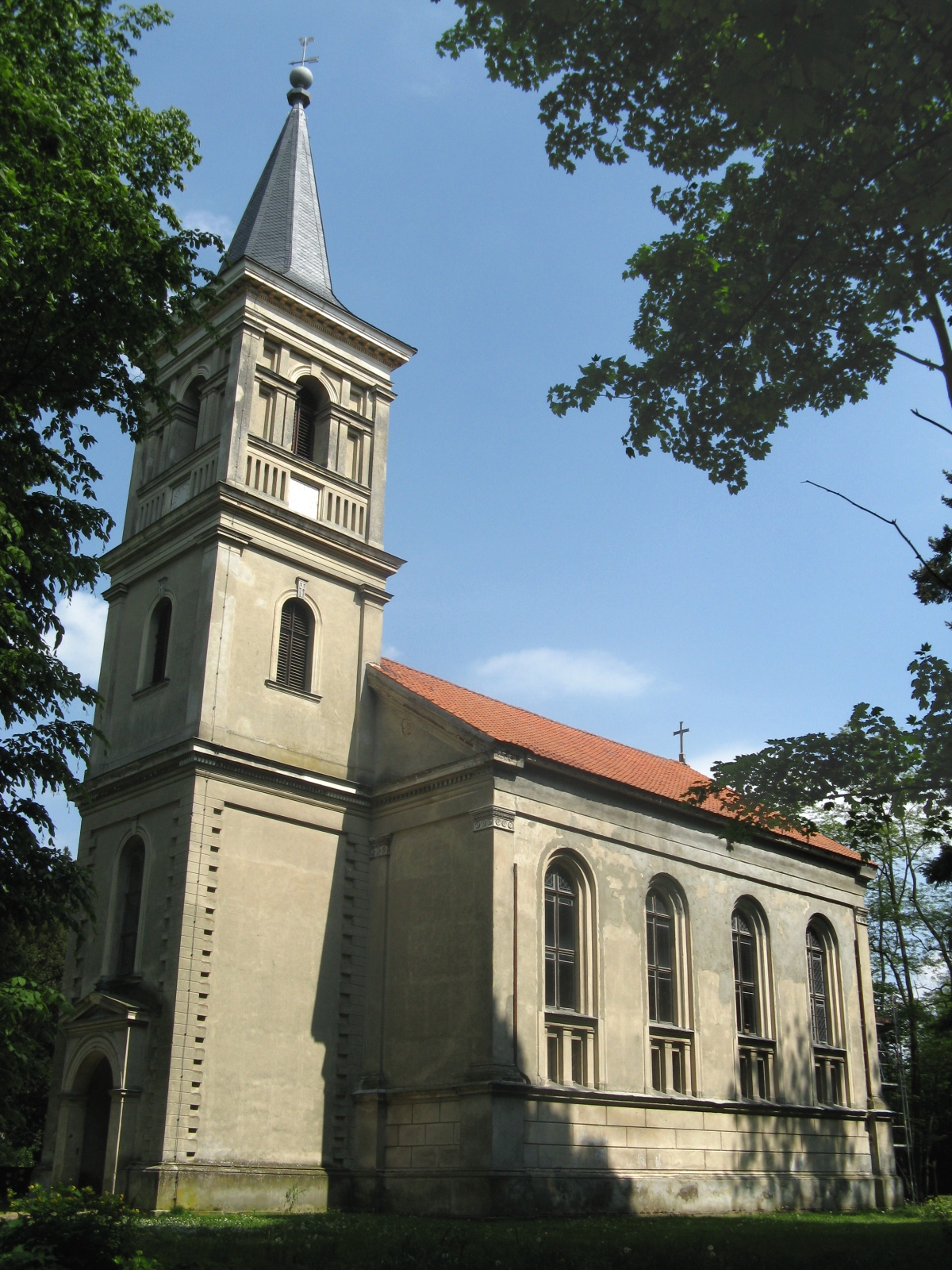
Vue de l'église de Melkof

Ce château néogothique de 5 000 m2 est l'un des plus grands d'Allemagne du nord. Le domaine a été mentionné pour la première fois avec son manoir en 1471 alors qu'il appartient à la famille von Pentz. Cette famille fait construire un petit château néoclassique entre 1790 et 1818. Le baron Julius von der Decken, originaire de Hanovre, achète les terres en 1819 et meurt en 1868. Sa veuve la baronne Anna von der Decken, née von Kleist, fait construire à cette époque une église évangélique-luthérienne de style néoclassique à côté du château. En 1888, son gendre, le comte prussien Conrad von Kanitz (de) époux d'Adeline von der Decken, commande à l'architecte mecklembourgeois Gotthilf Ludwig Möckel la construction d'un nouveau château beaucoup plus grand en style néogothique allemand, de sorte que Melkof offre l'un des rares exemples de domaines du nord de l'Allemagne dont le château et l'église sont d'architectures différentes. Le château en briques présente aussi des éléments de décoration néorenaissance et s'inspire du château de Rostock.
La famille von Kanitz est expropriée après la Seconde Guerre mondiale et le château devient une maison de retraite du temps de la république démocratique allemande.
Le château et ses terres sont propriété privée depuis 2003.

## Source
- (de) Cet article est partiellement ou en totalité issu de l’article de Wikipédia en allemand intitulé « Herrenhaus Melkof » (voir la liste des auteurs).